# Autopista José Antonio Páez
La autopista José Antonio Páez o también llamada autopista de los Llanos es una importante arteria vial de Venezuela, la cual comunica a los estados Cojedes, Portuguesa y Barinas, interconectando así a las regiones Central, Centroccidental y Andina. La autopista aún se encuentra en fase de construcción. Sin embargo, ya han sido abiertos varios tramos de la misma. Tiene su inicio en la ciudad de San Carlos, en el enlace que lleva su mismo nombre, terminando en la ciudad de Barinas, en el enlace de Guanapa.
La autopista debe su nombre en honor al prócer venezolano José Antonio Páez.

## Historia
La vía original data de los años 20 y durante la época de Marcos Pérez Jiménez surge la idea y proyecto de conectar la industria arrocera que surgía en los llanos Venezolanos con la periferia central, dando origen a este proyecto que empezaría cobrar fuerza durante el período presidencial de Herrera Campins realizándose las primeras obras durante finales de los 70's y los 80's. El primer tramo de autopista comprendía desde Acarigua hasta la ciudad de Guanare y fue inaugurado en los años 90.  Poco antes de finalizar el siglo XX se anexaron los tramos Guanare-Barinas y San Carlos-Apartaderos (Cojeditos). Los tramos entre Cojedes y Acarigua se paralizaron durante mucho tiempo debido a corrupción interna, problemas con el sistema de Riego del embalse las majaguas y abadono intermitente de la obra. Posteriormente, casi 12 años después se inauguró el tramo de Acarigua-Morador y se fueron agregando nuevos tramos como el de La Chorrera- Los Cojeditos de 11 kilómetros, los 10,3 kilómetros de Agua Blanca a la Cascada, inaugurados en 2010 y el de 13 kilómetros de La Cascada hasta San Rafael de Onoto. Actualmente se espera que su construcción finalice en el año 2015 o 2016. Posteriormente en 2014 se completó el tramo entre San Rafael de Onoto y Cojeditos, se modernizó la vía y en 2018 se terminó el Distribuidor El Limoncito (Eliminando el controversial retorno en la vía de Las Vegas que generó dudas en los conductores novatos).
En 2015 se ampliaron los 21 kilómetros que separan a Tinaco de San Carlos, pasando a convertirse en una Autopista Interurbana y formando parte del eje vial de la Autopista José Antonio Páez. Además se inició el trazado del tramo El Limoncito-Autódromo, que supondría una vía circunvalaría que evitaría el ingreso al centro urbano de San Carlos y conectaría la autopista de manera directa. Para 2021 presentaba un 39% de avance en las obras. 
Debido al nivel orográfico complicado de la serranía del interior, no se ha podido realizar el tramo entre Tinaco y Campo Carabobo. Se tenía estimada la construcción de viaductos y puentes pero el proyecto se ha mantenido guardado por años.

## Tramos
Comprende los tramos: 
- Campo Carabobo-Peaje Taguanes
- Taguanes-El Báquiro (Tinaquillo Norte)
- La Variante (Tinaquillo Sur) - La Aguadita - Tinaco
- Tinaco (Inicio Autopista Intercomunal) - San Carlos: 21 Kilómetros
- Distribuidor El Limón - Edo. Cojedes
- Distribuidor Cojeditos - Distribuidor Las Majaguas (San Rafael de Onoto)
- Las Majaguas - La Cascada (Pueblo de Los Hijitos - Troncal 5)
- La Cascada - Distribuidor Atapaima (Agua Blanca)
- Agua Blanca – Distribuidor Morador (Carretera Troncal 5)
- Morador - Vencedores de Araure (Salida Barquisimeto, Araure y Acarigua Norte)
- Araure - Río Acarigua
- Río Acarigua - La Flecha (Salida Turén)
- La Flecha - Ospino - Guanare - Puente Páez (Distribuidor Sabaneta)
- Puente Páez - Distribuidor Guanapa (Final de la Autopista), Barinas.
- Barinas - Acequia - Socopó
- Socopó - Capitanejo - Santa Bárbara
- Punta de Piedra - La Pedrera - San Josecito - Redoma de la ULA.

Los tramos de autopista están ubicados entre Tinaco Sur y la ciudad de Barinas. El resto del eje vial comprende una carretera de dos carriles conocida como Troncal 5.
Un proyecto integral de 300 kilómetros de vialidad que enlazará armónicamente la zona sur-occidental de los estados Barinas y Táchira como una extensión de la autopista José Antonio Páez, es adelantada actualmente por la Dirección de Estudios y Proyectos del Cuerpo de Ingenieros del Ministerio de Infraestructura de Venezuela.
Esta extensión del proyecto original comprende los tramos: Capital de Barinas (Distribuidor Guanapa) - intersección con la vía a Ciudad Bolivia - Socopó - La Pedrera - El Piñal - San Cristóbal.

## Problemática Actual
La situación de la autopista es similar a la de otras carreteras venezolanas. A pesar de ser una de las 10 principales autopistas del país, la misma carece de iluminación en gran parte del recorrido y la inseguridad ha complicado los viajes, evitando por muchos conductores los viajes después de las 07 de la noche, específicamente el tramo entre Acarigua y Agua Blanca. En algunos tramos no hay presencia de señalización, por lo que puede ser fácil confundirse o perderse.
A pesar de la presencia de 15 alcabalas en el tramo portugueseño, la inseguridad ha continuado en aumento en ese tramo de la vía. En época de lluvias el tramo de vía entre Tinaco y Tinaquillo sufre los estragos de los deslizamientos de tierra y los riachuelos crecidos, razón por la cual se han construido muros, terraplenes y bateas profundas a costados de la vía. 
A pesar de eso, es considerada una de las carreteras en mejor estado del país y su carencia de curvas extremas la hace fácil para todo tipo de conductores.
Es una autopista reconocida por ocurrir numerosos accidentes anuales, la mayoría fatales, en todas las zonas que conecta, desde civiles hasta militares, por donde transitan principalmente camiones de carga pesada y autobuses, lo que ha llevado a leyendas urbanas en el imaginario popular.